# فايساخ (شهر)
فايساخ (بالبنجابية:ਵੈਸਾਖ) هو الشهر الثاني في التقويم السيخي، ويتزامن بين 14 أبريل و 14 مايو حسب التقويم الغريغوري ومكون من 31 يوم.

## مناسبات الشهر
- 1 فايساخ: يوم إنشاء الكالسا (تعميد السيخية).
- 5 فايساخ: ميلاد الغورو أنجاد.
- 5 فايساخ: ميلاد الغورو تاج بهادور.
- 19 فايساخ: ميلاد الغورو أرجان.